# قائمة رؤساء كوسوفو
رئيس كوسوفو (بالألبانية: Presidenti i Kosovës) أو رئيس جمهورية كوسوفو (بالألبانية: Presidenti i Republikës së Kosovës) هو رأس الدولة والممثل الرئيس لجمهورية كوسوفو داخل الدولة وخارجها.

## حملة المنصب

### مقاطعة كوسوفو الاشتراكية ذاتية الحكم(قبل الاستقلال)
أحزاب
  الحزب الشيوعي أو رابطة الشيوعيين
| رقم                                   | الاسم                                 | صورة                                  | بداية الفترة                          | نهاية الفترة                          | الحزب السياسي                         | ملاحظات                                    |
| رئيس لجنة التحرير الشعبية (1944–1945) | رئيس لجنة التحرير الشعبية (1944–1945) | رئيس لجنة التحرير الشعبية (1944–1945) | رئيس لجنة التحرير الشعبية (1944–1945) | رئيس لجنة التحرير الشعبية (1944–1945) | رئيس لجنة التحرير الشعبية (1944–1945) | رئيس لجنة التحرير الشعبية (1944–1945)      |
| ------------------------------------- | ------------------------------------- | ------------------------------------- | ------------------------------------- | ------------------------------------- | ------------------------------------- | ------------------------------------------ |
| 1                                     | محمد خوجة (1908–1987)                 |                                       | 1 يناير 1944                          | 11 يوليو 1945                         | الحزب الشيوعي                         |                                            |
| رئيس الجمعية (1945–1974)              |                                       |                                       |                                       |                                       |                                       |                                            |
| 2                                     | فاضل خوجة (1916–2001)                 |                                       | 11 يوليو 1945                         | 20 فبراير 1953                        | الحزب الشيوعي                         | تغير اسم الحزب إلى رابطة الشيوعيين في 1952 |
| 3                                     | عصمت صقيري (1918–1986)                |                                       | 20 فبراير 1953                        | 12 ديسمبر 1953                        | رابطة الشيوعيين                       |                                            |
| 4                                     | جورجي بايكوفيتش (1917–1980)           |                                       | 12 ديسمبر 1953                        | 5 مايو 1956                           | رابطة الشيوعيين                       |                                            |
| 5                                     | بافلي يوفيسيفيتش (1910–1985)          |                                       | 5 مايو 1956                           | 4 أبريل 1960                          | رابطة الشيوعيين                       |                                            |
| 6                                     | دوشان موغوشا (1914–1973)              |                                       | 4 أبريل 1960                          | 18 يونيو 1963                         | رابطة الشيوعيين                       |                                            |
| 7                                     | ستانوي أكشيتش (1921–1970)             |                                       | 18 يونيو 1963                         | 24 يونيو 1967                         | رابطة الشيوعيين                       |                                            |
| 2 (2)                                 | فاضل خوجة (1916–2001)                 |                                       | 24 يونيو 1967                         | 7 مايو 1969                           | رابطة الشيوعيين                       |                                            |
| 8                                     | إلاز كورتيشي (1927–2016)              |                                       | 7 مايو 1969                           | مايو 1974                             | رابطة الشيوعيين                       |                                            |
| رئيس مجلس الرئاسة (1974–1990)         |                                       |                                       |                                       |                                       |                                       |                                            |
| 9                                     | خفيد نعماني (1919–2000)               |                                       | مايو 1974                             | أغسطس 1981                            | رابطة الشيوعيين                       |                                            |
| 10                                    | علي شوكريو (1919–2005)                |                                       | أغسطس 1981                            | 1982                                  | رابطة الشيوعيين                       |                                            |
| 11                                    | كولي شيروكا (1922–1994)               |                                       | 1982                                  | مايو 1983                             | رابطة الشيوعيين                       |                                            |
| 12                                    | شفقت نبيه غاشي (1927–)                |                                       | مايو 1983                             | مايو 1985                             | رابطة الشيوعيين                       |                                            |
| 13                                    | برانيسلاف شكيمبارفيتش (1920–2003)     |                                       | مايو 1985                             | مايو 1986                             | رابطة الشيوعيين                       |                                            |
| 14                                    | بايرام سلاني                          |                                       | مايو 1986                             | مايو 1988                             | رابطة الشيوعيين                       |                                            |
| 15                                    | رمزي كولغيسي (1947–2011)              |                                       | مايو 1988                             | 5 أبريل 1989                          | رابطة الشيوعيين                       |                                            |
| 16                                    | حسين كايدومكاي (1943–)                |                                       | 27 يونيو 1989                         | 11 أبريل 1990                         | رابطة الشيوعيين                       |                                            |

### بعد الاستقلال
أحزاب
  الرابطة الديمقراطية لكوسوفو
  حزب الاتحاد الديموقراطي الكوسوفي
  تحالف كوسوفو الجديد
  حزب غوكسو
  حزب فيتفيندوسيي
  مستقل
| رقم                                             | الاسم                           | صورة                            | بداية الفترة                    | نهاية الفترة                    | الحزب السياسي                   | ملاحظات                         |
| رئيس جمهورية كوسوفا (1992–2002)                 | رئيس جمهورية كوسوفا (1992–2002) | رئيس جمهورية كوسوفا (1992–2002) | رئيس جمهورية كوسوفا (1992–2002) | رئيس جمهورية كوسوفا (1992–2002) | رئيس جمهورية كوسوفا (1992–2002) | رئيس جمهورية كوسوفا (1992–2002) |
| ----------------------------------------------- | ------------------------------- | ------------------------------- | ------------------------------- | ------------------------------- | ------------------------------- | ------------------------------- |
| 1                                               | إبراهيم روجوفا (1944–2006)      |                                 | 25 يناير 1992                   | 1 فبراير 2000                   | الرابطة الديمقراطية             |                                 |
| رئيس كوسوفو تحت إدارة الأمم المتحدة (2002–2008) |                                 |                                 |                                 |                                 |                                 |                                 |
| 1 (2)                                           | إبراهيم روجوفا (1944–2006)      |                                 | 4 مارس 2002                     | 21 يناير 2006                   | الرابطة الديمقراطية             | مات وهو في المنصب               |
| –                                               | نجدة داشي (1944–)               |                                 | 21 يناير 2006                   | 10 فبراير 2006                  | الرابطة الديمقراطية             |                                 |
| 2                                               | فاتمير سيديو (1951–)            |                                 | 10 فبراير 2006                  | 17 فبراير 2008                  | الرابطة الديمقراطية             |                                 |
| رئيس جمهورية كوسوفو (2008–الآن)                 |                                 |                                 |                                 |                                 |                                 |                                 |
| 1                                               | فاتمير سيديو (1951–)            |                                 | 17 فبراير 2008                  | 27 سبتمبر 2010                  | الرابطة الديمقراطية             |                                 |
| –                                               | يعقوب كراسنقي (1951–)           |                                 | 27 سبتمبر 2010                  | 22 فبراير 2011                  | حزب الاتحاد الديموقراطي         |                                 |
| 2                                               | بهجت باكولي (1951–)             |                                 | 22 فبراير 2011                  | 4 أبريل 2011                    | تحالف كوسوفو الجديد             |                                 |
| –                                               | يعقوب كراسنقي (1951–)           |                                 | 4 أبريل 2011                    | 7 أبريل 2011                    | حزب الاتحاد الديموقراطي         |                                 |
| 3                                               | عاطفة يحيى آغا (1975–)          |                                 | 7 أبريل 2011                    | 7 أبريل 2016                    | مستقلة                          |                                 |
| 4                                               | هاشم ثاتشي (1968–)              |                                 | 7 أبريل 2016                    | 5 نوفمبر 2020                   | حزب الاتحاد الديموقراطي         |                                 |
| –                                               | فيوزا عثماني (1982–)            |                                 | 5 نوفمبر 2020                   | 22 مارس 2021                    | حزب غوكسو                       |                                 |
| –                                               | جلاوك كونجوفكا (1981–)          |                                 | 22 مارس 2021                    | 4 ابريل 2021                    | فيتفيندوسيي                     |                                 |
| 5                                               | فيوزا عثماني (1982–)            |                                 | 4 أبريل 2021                    | حتى الآن                        | حزب غوكسو                       |                                 |

## رؤساء سابقون على قيد الحياة

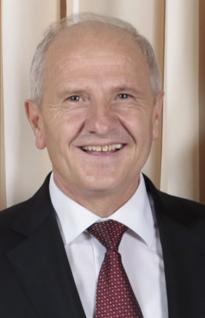
فاتمير سيديو (2006–2010)
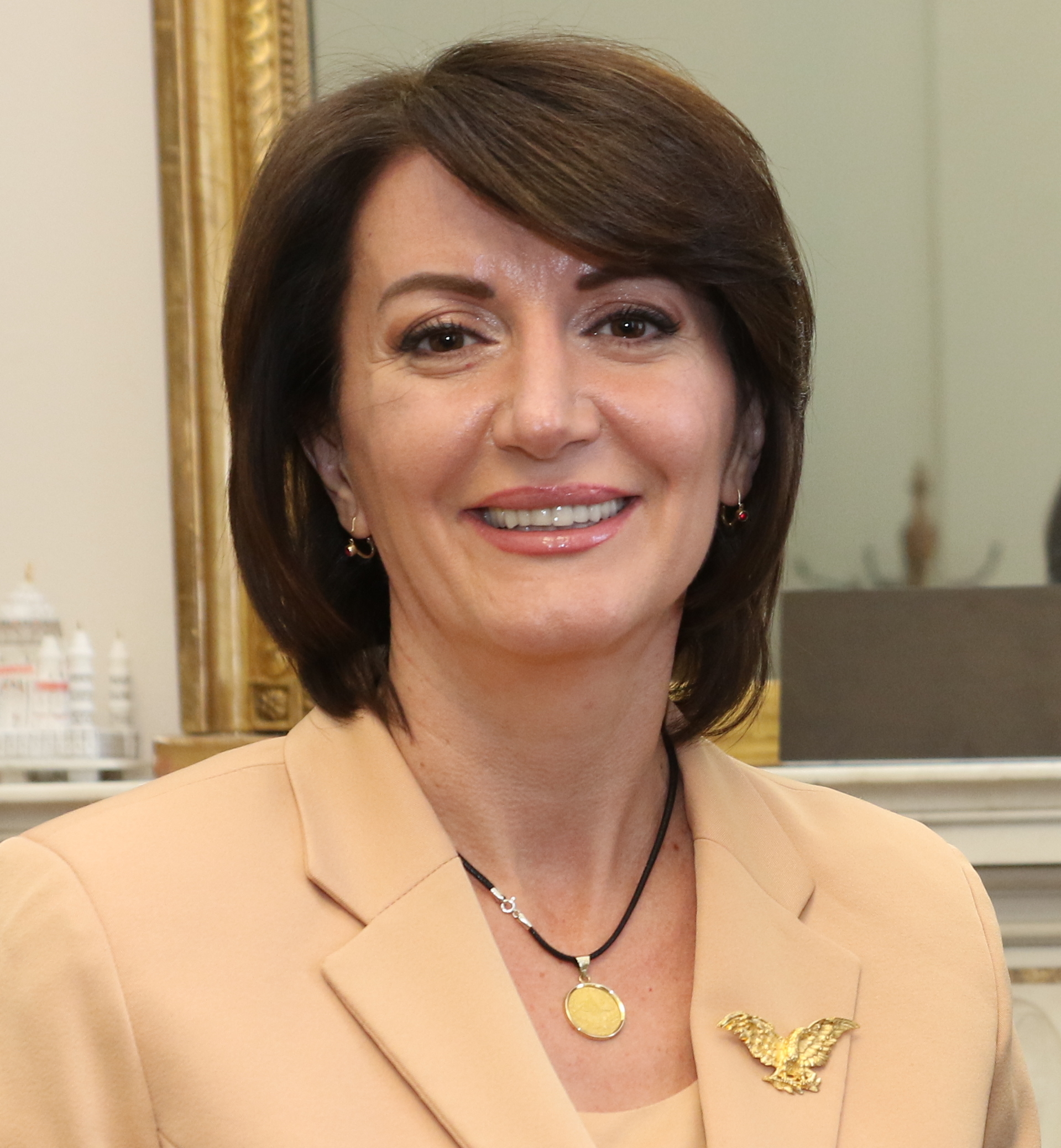
عاطفة يحيى آغا (2011–2016)
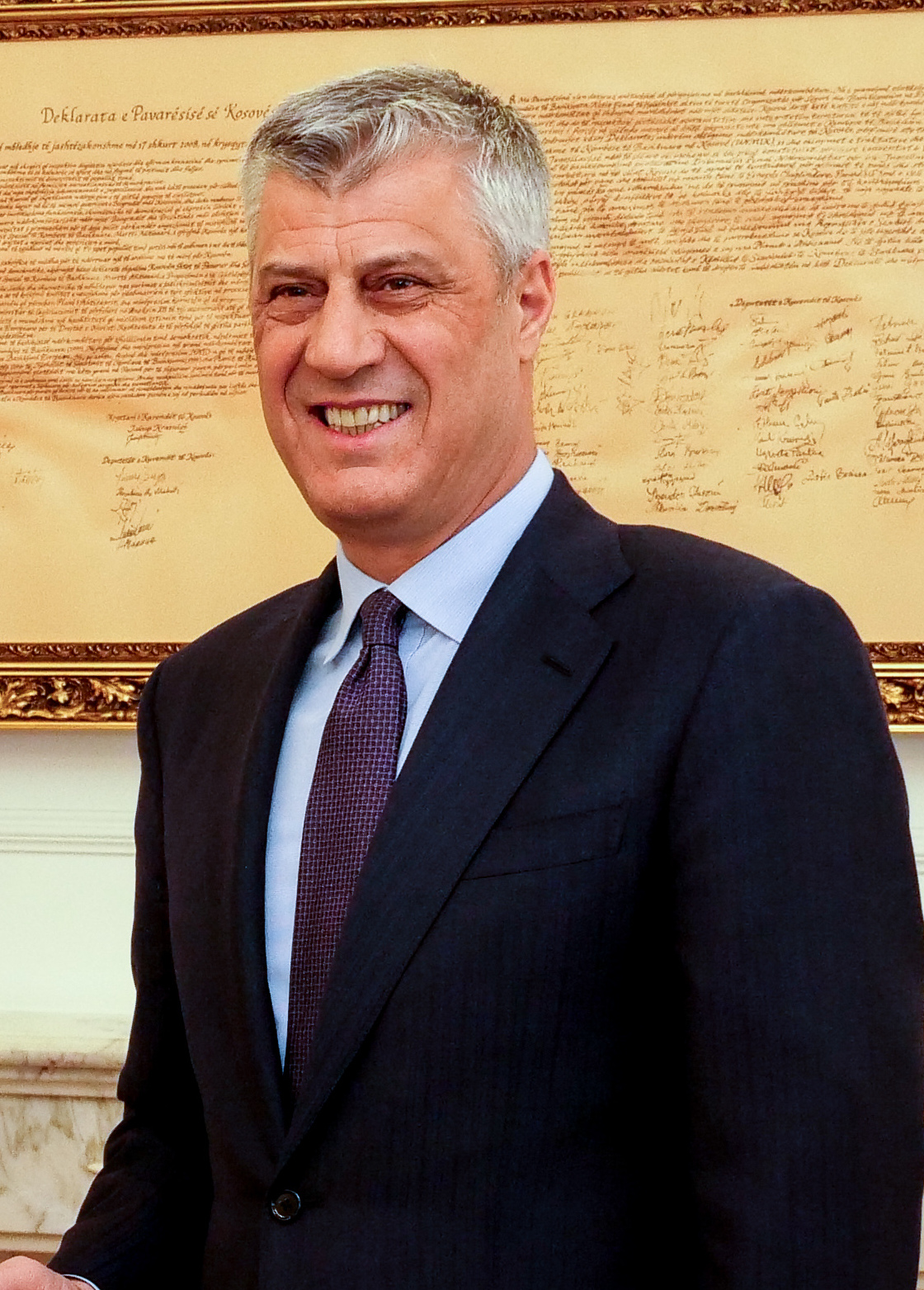
هاشم ثاتشي (2016–2020)

## انظر ايضاً
- رؤساء وزراء كوسوفو